# Футбол в Израиле

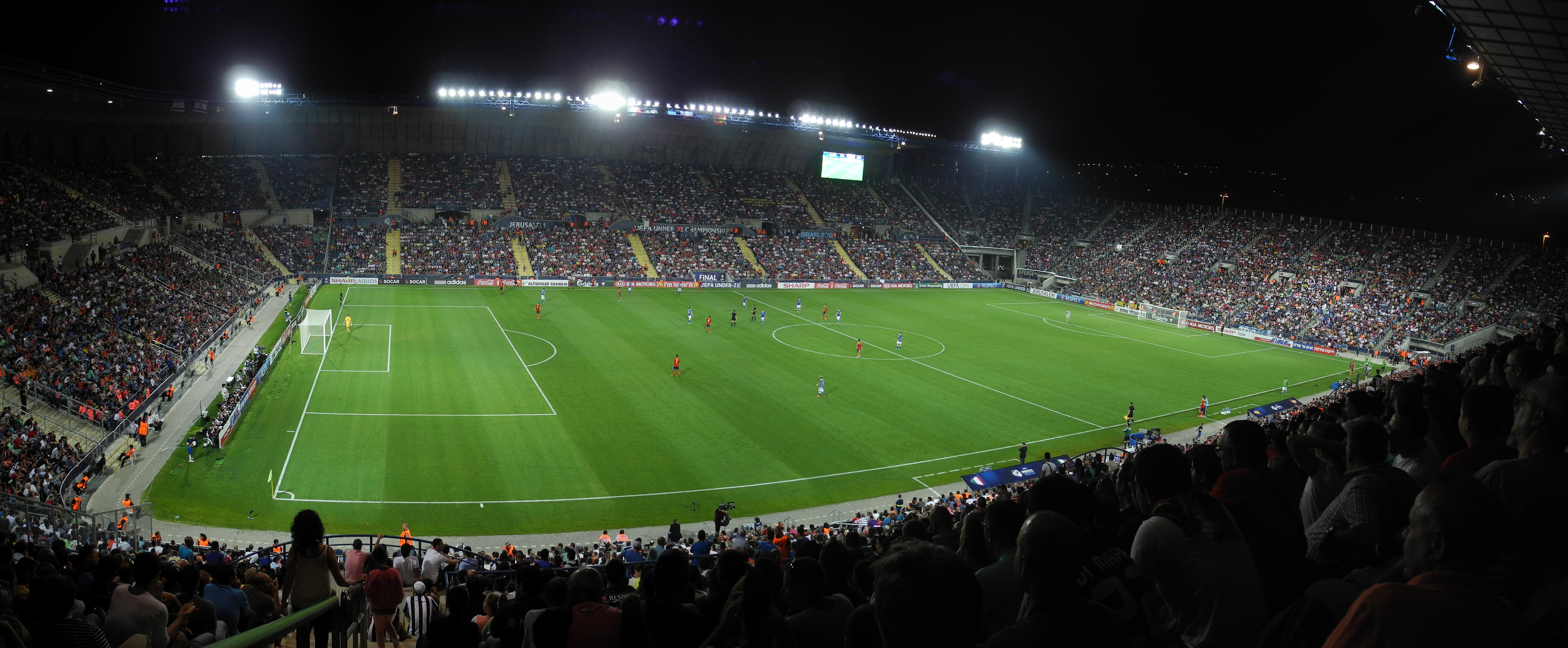
Стадион «Тедди» в Иерусалиме

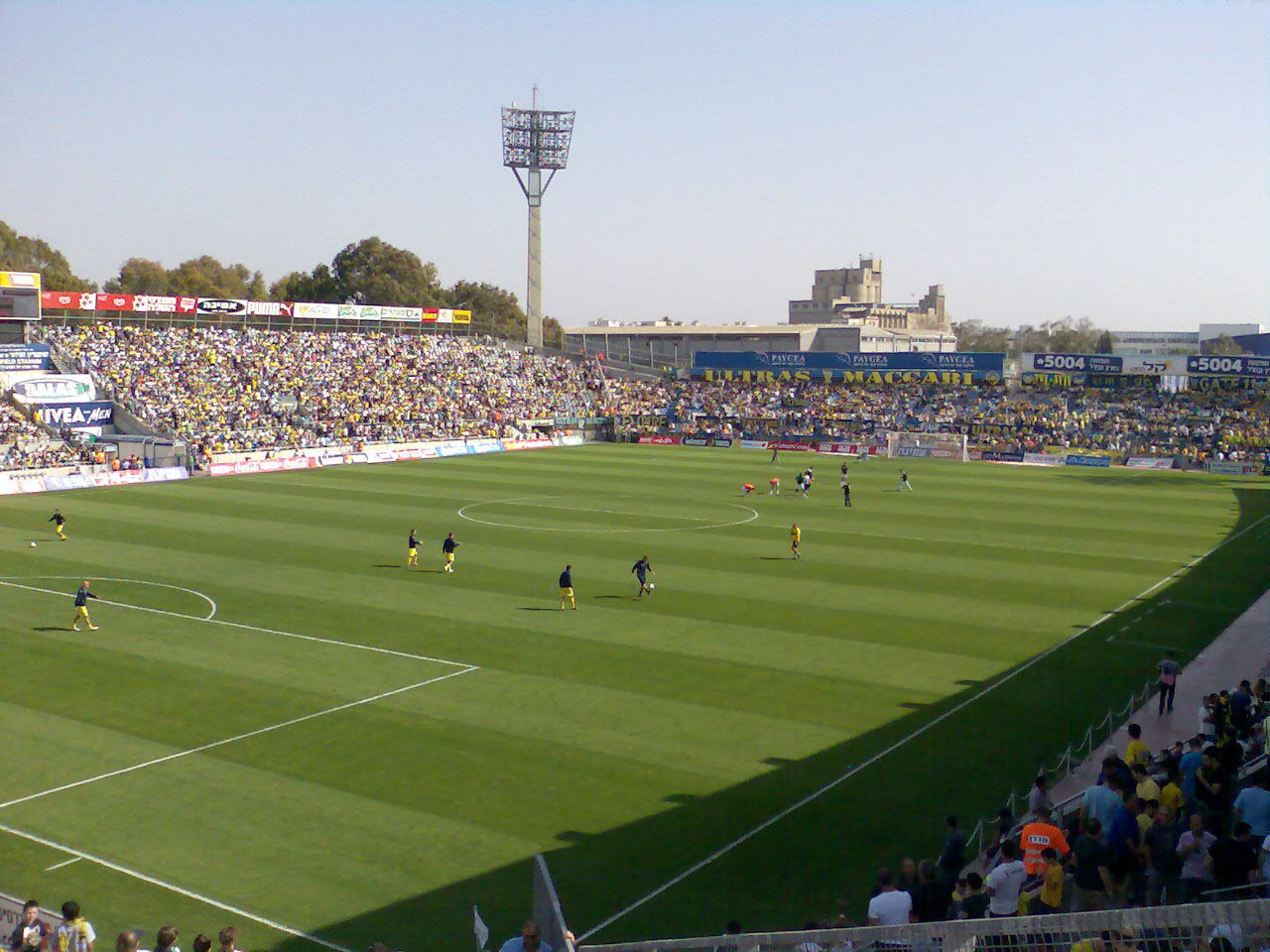
Стадион «Блумфилд» в Яффе, домашний стадион клубов «Бней-Йегуда», «Хапоэль» и «Маккаби»

Футбол в Израиле, называемый иначе кадурегель (ивр. כַּדוּרֶגֶל‎, «ножной мяч») — самый популярный вид спорта в стране. Он попал в страну во время Британского мандата в Палестине.
Футболом управляет Израильская футбольная ассоциация, вступившая в АФК в 1954 году и исключённая оттуда в 1974 году после массового бойкота со стороны арабских стран. Израиль выступал в разных зонах (ОФК, УЕФА и КОНМЕБОЛ), пытаясь отобраться на чемпионат мира, однако безуспешно. В 1992 году Израиль стал ассоциированным членом УЕФА, полноправным членом с 1994 года, что позволяет ему соревноваться в Лиге чемпионов УЕФА, Лиге Европы УЕФА, матчах чемпионатов Европы, отборочных играх на чемпионат мира в зоне УЕФА и Лиге наций УЕФА.
Израильская футбольная ассоциация управляет также действиями профессиональных, полупрофессиональных и любительских клубов.

## Система лиг
По состоянию на сезон 2013/2014 в Израиле насчитывалось пять уровней и 16 различных дивизионов, между которыми действует система выбывания и повышения в классе, теоретически позволяющая подняться в высший дивизион за четыре сезона с низшей позиции.

### Структура
- Премьер-Лига Израиля: 14 клубов, первый дивизион
- Лига Леумит: 16 клубов, второй дивизион
- Лига Алеф: 32 клуба (по 16 в лиге, лига Севера и лига Юга), третий дивизион
- Лига Бет: 64 клуба (по 16 в лиге, две лиги Севера и две лиги Юга), четвёртый дивизион
- Лига Гимель: 114 клубов (от 11 до 16 клубов на лигу, восемь региональных лиг), пятый дивизион

## Кубки
В Израиле проводится Кубок Израиля (он же Кубок Государства) и Кубок Тото (Кубок Лиги).

### Кубок Израиля
Кубок Израиля по футболу (ивр. גביע המדינה‎, Гвиа ха-Медина) проводится по олимпийской системе между всеми израильскими клубами, клубы Премьер-лиги вступают в борьбу на последних раундах. Финал проводится на стадионе «Рамат Ган», победитель получает право играть в Лиге Европы УЕФА.

### Кубок Тото
Кубок Тото (ивр. גביע הטוטו‎, Гвиа ха-Тото) разыгрывается в трёх разных дивизионах, лучшие команды после группового раунда выходят в решающие стадии. Финал проводится на стадионе «Рамат Ган». Победитель не получает привилегий выступления в еврокубках.

## Право игр в Еврокубках
Лучшие команды чемпионата Израиля и победитель (или финалист Кубка Израиля) выходят в Еврокубки. Согласно имеющемуся рейтингу чемпионатов УЕФА, Израиль занимает 25-е место и может делегировать одну команду в Лигу чемпионов УЕФА и три команды в Лигу Европы УЕФА (если они пройдут лицензирование УЕФА).
| Турнир              | Кто проходит                        | Примечания |
| ------------------- | ----------------------------------- | --- |
| Лига чемпионов УЕФА | Чемпион страны                      | |
| Лига чемпионов УЕФА | Любой клуб, выигравший Лигу Европы  | Автоматическое попадание клуба в Лигу чемпионов не означает, что можно будет заявить в Лигу Европы 3 команды; их будет заявлено только две |
| Лига Европы УЕФА    | 2-е или 3-е место чемпионата страны | В случае, если клуб со 2-го или 3-го места выиграл Кубок Израиля, место в Лиге Европы отдаётся команде, занявшей 4-е место                 |
| Лига Европы УЕФА    | Обладатель Кубка Израиля            | В случае, если победитель Кубка выиграл чемпионат и оформил «золотой дубль», место в Лиге Европы отдаётся команде, занявшей 4-е место      |

Участники Лиги чемпионов УЕФА могут пройти в Лигу Европы следующим образом:
- Проигравшие в предварительном или первом квалификационном раунде ЛЧ попадают во второй квалификационный раунд ЛЕ
- Проигравшие во втором квалификационном раунде ЛЧ попадают в третий квалификационный раунд ЛЕ
- Проигравшие в третьем квалификационном раунде ЛЧ попадают в четвёртый квалификационный раунд ЛЕ
- Проигравшие в четвёртом квалификационном раунде ЛЧ попадают в групповой этап ЛЕ
- Занявшие 3-е место на групповом этапе ЛЧ попадают в 1/16 финала ЛЕ

## Сборная Израиля по футболу
Израиль был организатором Кубка АФК 1964 года, который и выиграл. 

В 1970 году Израиль выступил на Чемпионате мира 1970 года, отметившись ничьей 1:1 против Швеции (гол забил Мордехай Шпиглер). 

Сборная Израиля играла на олимпийских турнирах 1968 и 1976 годов, выходя в четвертьфинал.
Высшим достижением сборной в рейтинге ФИФА считается 15-е место в ноябре 2008 года.
Сборная не играла на чемпионатах Европы, а на чемпионатах мира выступила только в 1970 году. Тем не менее, в активе команды есть несколько важных встреч. В 1968 и 1974 годах сборная Израиля проводила матчи против Ирана в Тегеране, прошедшие ещё до Исламской революции (оба матча проиграны 1:2 и 0:1).
В 1993 году сборная Израиля обыграла Францию в гостях, лишив французов шансов сыграть на чемпионате мира в США.
В 1999 году Австрия была обыграна израильтянами 5:0, что помогло израильтянам выйти в стыковые матчи отбора на Евро-2000,
а в 1998 году в Иерусалиме обыграла Аргентину 2:1.

## История

### Британский мандат в Палестине
В Палестине существовали в основном британские и еврейские клубы, хотя были и арабские команды. В 1906 году был образован клуб «Маккаби» в Тель-Авиве, позже одноимённые клубы появились в Иерусалиме, Петах-Тикве, Хайфе, Зихрон-Яакове и Хадере. 24 апреля 1924 года появился клуб «Хапоэль» в Хайфе. Позже они вступили во Всемирную организацию «Маккаби» (первым был хайфский «Хапоэль»). Позже «Хапоэль» отделился и создал свою одноимённую трудовую организацию, что привело к образованию клубов «Хапоэль» в Тель-Авиве, Иерусалиме, Герцлии и других городах. 

В 1930-е и 1940-е годы появились клубы «Бейтар» (созданы правой ревизионистской партией), «Элицур» (партия «Ха-поэль ха-мизрахи») и «Хакоах 09» (основан бывшими игроками венского «Хакоаха»).
В феврале 1928 года состоялось первое Тель-Авивское дерби, в котором победил «Маккаби» со счётом 3:0. Это старейшее футбольное дерби в истории Израиля. В 1920-е годы состоялись два первых кубковых соревнования: одно было неофициальным кубком страны, в котором доминировали команды британских военных; другое носило название «Маген Шимшон», в нём участвовали клубы общества «Маккаби». В 1928 году прошёл Народный Кубок (позднее Кубок Палестины и Кубок Израиля), в финале играли «Хапоэль» из Тель-Авива и «Маккаби Хасмонеан» из Иерусалима. Несмотря на победу «Хапоэля» 2:0, он не получил Кубок, поскольку «Маккаби» доказал, что в составе тель-авивцев был футболист, не имевший права играть.
В 1932 году состоялся первый чемпионат с участием девяти клубов, победил клуб британской полиции, который под руководством начальника полиции Шпайзера и первого председателя футбольной ассоциации. Чемпионат был непостоянным, с 1932 по 1947 годы было разыграно 10 титулов. Четыре победы в активе тель-авивского «Маккаби», пять — в активе тель-авивского «Хапоэля». В то же время под именем сборной Палестины или сборной Эрец Исраэль соревновалась современная израильская команда, в которой играли только этнические евреи. Первая игра была отбором на чемпионат мира 1934 года, в которой израильтяне проиграли Египту 1:7 в Каире. Ответная игра в Тель-Авиве также закончилась поражением израильтян 1:4. В 1931 году совместная сборная евреев Палестины и британцев сыграла матч против египтян.
Еврейские команды проводили различные турне с целью продвижения футбола в Подмандатной Палестине и сионистского движения. Так, «Маккаби» из Хайфы провёл матчи в США в 1927 году, «Маккаби Эрец Исраэль» — в 1939 году в Австралии, а в 1947 году тель-авивский «Хапоэль» сыграл в США. В ответ в Израиль приезжали другие команды — венский «Хакоах», будапештский МТК и сплитский «Хайдук».

### После независимости
Спустя 4 месяца после признания независимости Израиля (1947) израильская сборная провела на американском стадионе «Поло Граундс», в присутствии 40 тысяч зрителей, товарищеский матч со сборной США, проиграв 1:3. Первый гол за сборную забил Шмуэль Бен Дрор.
В 1967 году Лигу чемпионов АФК выиграл тель-авивский «Хапоэль» впервые в своей истории, который в Кубке УЕФА 2001/2002 дошёл до четвертьфинала, выбив попутно «Челси», «Локомотив (Москва)» и «Парму».
В 1970-е и 1980-е годы титулы в стране делили тель-авивские «Маккаби» и «Хапоэль», а также «Маккаби» из Нетаньи.
В 70-е местные игры по телевидению не транслировали, только по субботам демонстрировали голы, и раз в неделю кратко показывали вырезки из английского футбола.
В середине 80-х годов хайфский «Маккаби» под руководством Шломо Шарфа вырвал дважды победу в чемпионате. В 1992 году хайфский «Маккаби» был выкуплен бизнесменом Яковом Шахаром, в прошлом игравшим за молодёжный состав клуба «Секция» из Несс-Ционы, что положило начало покупки клубов бизнесменами и массовых денежных влияний. Израильские игроки стали уезжать массово в Европу, а в Израиль приехали многие легионеры. Ведущими израильскими легионерами в чемпионатах стран Европы и мира, которые блистали и в национальной сборной Израиля, стали Эли Охана, Мордехай Шпиглер, Гиора Шпигель, Ронни Розенталь, Ави Коэн, Эяль Беркович, Хаим Ревиво, Дуду Ават, Йосси Бенаюн, Таль Бен Хаим, Эльянив Барда и Бирам Кайаль.
В 2000-е годы 7 чемпионатов из 11 были выиграны хайфским «Маккаби», который выступал в Лиге чемпионов УЕФА и Лиге Европы УЕФА. В групповом этапе Лиги чемпионов играли: «Маккаби» Хайфа (2002/2003, 2009/2010), «Маккаби» Тель-Авив (2004/2005, 2015/2016) и «Хапоэль» Тель-Авив (2010/2011).

## Женский футбол
Главная: Женский футбол в Израиле
см. Женский футбол